# Montrevel-en-Bresse
Montrevel-en-Bresse är en kommun i departementet Ain i regionen Auvergne-Rhône-Alpes i östra Frankrike. Kommunen ligger  i kantonen Montrevel-en-Bresse som ligger i arrondissementet Bourg-en-Bresse. Kommunens areal är 10,27 km². År 2022 hade Montrevel-en-Bresse 2 661 invånare.

## Befolkningsutveckling
Antalet invånare i kommunen Montrevel-en-Bresse
Referens: INSEE